# 권상우
권상우(權祥佑, 1976년 8월 5일 ~ )는 대한민국의 배우이다.

## 약력

### 성장과정 및 데뷔
권상우는 대전에서 태어나 2001년 MBC 드라마 《맛있는 청혼》으로 데뷔하였다. 드라마 《태양속으로》, 《천국의 계단》등으로 인해 아시아 지역에서 큰 인기를 얻었다. 그후 한류의 바람을 타고 멀리 남미 대륙에 상륙하여 페루·칠레·멕시코에 이어 아랍권 중동 지역에도 방영되어 인기를 모았다.

### 연기경력
1998년 미술교육과에 재학 중 모델 에이전시인 '모델라인'에 등록하여 연예계에 데뷔했다. 유명해지기 전 군에 입대해 조교로 군 복무를 마쳤다. 사람들에게 이름은 물론, 얼굴조차 알리기 전이었지만 권상우는 군에서 나름 카리스마 넘치는 조교였던 것으로 유명하다.
그 후에, 2001년 MBC 드라마《맛있는 청혼》의 '이춘식' 역으로 드라마에 데뷔하게 된다. 2002년 2월 7일 SBS 수목 드라마《지금은 연애중》에 출연한 권상우는 '윤호재' 역으로 주목받게된다. 그리고, 2002년 5월 9일에는《일단 뛰어》라는 영화에서 '이우섭'역을 맡았다.
2003년 2월 7일에는 인터넷 소설을 원작으로 한 로맨틱 코미디 영화《동갑내기 과외하기》에 출연하였는데 이 작품이 대박이 나면서 본격적으로 일약 스타덤에 오르게 된다. 동시에 이 영화로 대종상 신인 남우상과 백상예술대상 남자신인연기상을 타는데 성공했다. 역대 최장기간 동안 예매율 10위안에 머무는 기록을 세우기도 했다.
2004년 2월 5일 SBS 드라마 스페셜《천국의 계단》 에서 어린시절에는 신동의 피아니스트, 현재는 백화점과 놀이공원 등을 포함한 글로벌 그룹을 상속 받은 대기업 회장의 외아들 '차송주' 역으로 출연하였는데, 이 드라마가 크게 흥행하면서 방영 전까지 떠오르는 스타였던 권상우는 이 드라마로 전국구 스타가 되었다.
그리고 2004년 작품성과 연기에 있어 두루 호평받았던 영화 《말죽거리 잔혹사》 에 출연하여 흥행배우로 떠올랐다. '현수'를 연기했으며 이 영화를 통해 충무로에서 스타로 발돋움했다.
2010년 SBS 드라마 스페셜 《대물》에서 하도야역을 맡았으며 그해 연말 시상식에서 10대 스타상, 드라마스페셜부문 남자 최우수상을 수상했다. 이후에도 2013년 SBS 월화 드라마《야왕》에 하류역으로 출연하며 배우로 활발히 활동했다.
2015년에는 추석 연휴에 개봉한 영화 《탐정: 더 비기닝》에서 주인공 강대만 역을 맡아 262만명의 관객을 동원하며 흥행에 성공했으며 2018년 6월 개봉한 속편《탐정: 리턴즈》는 315만명을 기록했다. 그 후에도 2017년 KBS 2TV 수목 드라마 《추리의 여왕》시리즈에 출연하고 있었다.

## 학력
- 대전대흥초등학교 (졸업)
- 동명중학교 (졸업)
- 충남고등학교 (졸업)
- 한남대학교 (미술교육학 / 학사)

## 출연 작품

### 영화
- 2001년 영화 《화산고》 ... 송학림 역
- 2002년 영화 《일단 뛰어》 ... 이우섭 역
- 2003년 영화 《동갑내기 과외하기》 ... 김지훈 역
- 2003년 영화 《프로젝트 X》 ... 베르 역
- 2004년 영화 《말죽거리 잔혹사》 ... 김현수 역
- 2004년 영화 《신부수업》 ... 김규식 역
- 2006년 영화 《야수》 ... 장도영 역
- 2006년 영화 《청춘만화》 ... 이지환 역
- 2008년 영화 《숙명》 ... 조철중 역
- 2009년 영화 《슬픔보다 더 슬픈 이야기》 ... 강철규 (케이) 역
- 2010년 영화 《캘리포니아 하이눈》
- 2010년 영화 《포화 속으로》 ... 구갑조 역
- 2011년 영화 《통증》 ... 남순 역
- 2012년 영화 《차이니즈 조디악》 ... 사이먼 역
- 2012년 영화 《그림자 애인》 ... 권 역
- 2015년 영화 《탐정: 더 비기닝》 ... 강대만 역
- 2018년 영화 《탐정: 리턴즈》 ... 강대만 역
- 2019년 영화 《두번할까요》 ... 조현우 역
- 2019년 영화 《신의 한 수: 귀수편》 ... 신귀수 역
- 2020년 영화 《히트맨》 ... 준 역
- 2021년 영화 《해피 뉴 이어》 ... 권상우 역
- 2022년 영화 《해적: 도깨비 깃발》[2] ... 부흥수 역
- 2023년 영화 《스위치》 ... 박강 역
- 2025년 영화 《히트맨 2》 ... 준 역
- 미정 영화 《히트맨 3》 ... 준 역
- 미정 영화 《히트맨 4》 ... 준 역

### 드라마 출연
- 2001년 MBC 수목 미니시리즈 《맛있는 청혼》 ... 이춘식 역
- 2001년 SBS 드라마스페셜 《신화》 ... 양돌만 역
- 2002년 SBS 드라마스페셜 《지금은 연애중》 ... 윤호재 역
- 2003년 SBS 주말 특별기획 드라마 《태양속으로》 ... 강석민 역
- 2003년 ~ 2004년 SBS 드라마스페셜 《천국의 계단》 ... 차송주 역
- 2005년 MBC 수목 미니시리즈 《슬픈 연가》 ... 서준영 / 최준규 역
- 2007년 ~ 2008년 KBS2 월화 미니시리즈 《못된 사랑》 ... 강용기 역
- 2009년 MBC 수목 미니시리즈 《신데렐라 맨》 ... 오대산 / 이준희 역
- 2010년 SBS 수목 드라마스페셜 《대물》 ... 하도야 역
- 2013년 SBS 월화 특별기획 시리즈 《야왕》 ...  하류 / 차재웅 역
- 2013년 MBC 수목 미니시리즈 《메디컬 탑팀》 ... 박태신 역
- 2014년 SBS 월화 미니시리즈 《유혹》 ... 차석훈 역
- 2017년 KBS2 수목 미니시리즈 《추리의 여왕》 ... 하완승 역
- 2018년 KBS2 수목 미니시리즈 《추리의 여왕 2》 ... 하완승 역
- 2020년 ~ 2021년 SBS 금토 미니시리즈 《날아라 개천용》 ... 박태용 역
- 2022년 Wavve 6부작 미니시리즈 《위기의 X》
- 2022년 KBS2 월화 미니시리즈 《커튼콜》 ... 배동제 역
- 2023년 디즈니 + 오리지널 시리즈 《한강》 ... 한두진 역
- 미정 미정 드라마 《돌아온 사랑》

## 그 외 출연

### 예능 출연
- 2004년 3월 21일 SBS 《새봄맞이특집 스타의 전당》 - 게스트
- 2004년, 2006년 SBS 《야심만만 만명에게 물었습니다》 - 게스트
- 2009년 MBC 《황금어장 - 무릎팍도사》 - 게스트
- 2009년 XTM 《STAR N' the CITY - 권상우 The Guy in NY》
- 2015년 KBS2 《해피투게더 3》 - 게스트
- 2015년 SBS 《일요일이 좋다 - 런닝맨》
- 2017년 MBC 《사십춘기》
- 2019년 JTBC 《아는 형님》 - 게스트
- 2020년 TV조선 《아내의 맛》 - 82회 VCR 출연 (정준호 & 이하정 부부 편)
- 2020년 MBC 《황금어장 라디오스타》 - 게스트
- 2021년 tvN 《빌려드립니다 바퀴 달린 집》
- 2022년 tvN 《도레미 마켓》 - 게스트
- 2023년 MBC 《황금어장 라디오스타》 - 게스트

### 뮤직비디오
- 2000년 써클 2집 〈IT'S ALL RIGHT〉
- 2000년 파파야 1집 〈Smile Smile〉
- 2001년 지영선 컴필레이션 앨범 〈가슴앓이-첫사랑〉(문근영과 함께 출연)
- 2001년 조이프로젝트(Why) 〈행복하세요〉
- 2002년 조성모 베스트 앨범 〈Ace of sorrow〉(정준호, 신은경과 함께 출연)
- 2002년 차은주 2집 〈알 수 없어요〉
- 2003년 OMD 〈프로젝트 X〉베르역 (차승원, 김민정과 함께 출연)

### 홍보대사
- 2003년 한남대학교 학교홍보대사
- 2005년 허브산업엑스포 홍보대사
- 2005년 아시아나항공 홍보대사
- 2006년 메이크어위시 홍보대사

## 광고

### 국내
| 년도          | 기업명            | 브랜드명(종류)          | 비고                       |
| ------------- | ----------------- | ----------------------- | -------------------------- |
| 2001년        | 국민카드          | 패스카드(신용카드)      |                            |
| 2002년        | KT                | 지큐브(통신)            | 한은정(한다감)과 함께 출연 |
| 2002년        | 행텐코리아        | 행텐(의류)              |                            |
| 2003년        | KT                | K머스(통신)             | 김남주와 함께 출연         |
| 2003년        | 신성통상          | 아이브로스(의류)        |                            |
| 2003년        | 해태아이스        | 아이스카페(아이스크림)  |                            |
| 2003년~2004년 | 쌍방울            | 트라이(언더웨어)        | 이효리와 함께 출연         |
| 2003년~2004년 | 예신퍼슨스        | 마루(의류)              | 김정화와 함께 출연         |
| 2003년~2004년 | KT                | 핌(Fimm)                |                            |
| 2004년        | 해태음료          | 아미노업(음료)          |                            |
| 2004년        | 하이트진로        | 프라임(맥주)            |                            |
| 2004년        | 대명레저산업      | 비발디파크(리조트)      |                            |
| 2004년~2006년 | 삼성전자          | 애니콜(핸드폰)          |                            |
| 2004년~2008년 | 더페이스샵        | 더페이스샵(화장품)      | 한국,일본                  |
| 2005년        | 벤투노            | F-CURE 샴푸             | 일본                       |
| 2005년        | GS홈쇼핑          | 이스토어(인터넷 쇼핑몰) |                            |
| 2005년~2006년 | 모리나가유업      | 모리나가의 맛있는 우유  | 일본                       |
| 2005년~2006년 | 삼성물산          | 빌트모아(남성정장)      |                            |
| 2006년~2008년 | 뱅뱅어패럴        | 뱅뱅(의류)              | 하지원과 함께 출연         |
| 2011년        | CJ 제일제당       | 다시다(조미료)          |                            |
| 2013년~2014년 | 비에프엘 아웃도어 | 버팔로(아웃도어)        |                            |

## 수상 및 후보
| 연도   | 시상식                            | 부문                                   | 작품                    | 결과 |
| ------ | --------------------------------- | -------------------------------------- | ----------------------- | ---- |
| 2002년 | 제23회 청룡영화상                 | 신인남우상                             | 일단 뛰어               | 후보 |
| 2002년 | SBS 연기대상                      | 뉴스타상                               | 지금은 연애중           | 수상 |
| 2003년 | 제39회 백상예술대상               | 영화부문 남자 신인연기상               | 동갑내기 과외하기       | 수상 |
| 2003년 | 제40회 대종상                     | 신인남우상                             | 동갑내기 과외하기       | 수상 |
| 2003년 | SBS 연기대상                      | 네티즌 최고인기상                      | 천국의 계단             | 수상 |
| 2003년 | SBS 연기대상                      | 10대스타상                             | 천국의 계단             | 수상 |
| 2003년 | SBS 연기대상                      | 드라마스페셜부문 남자 연기상           | 천국의 계단             | 후보 |
| 2003년 | SBS 연기대상                      | 특별기획부문 남자 연기상               | 태양속으로              | 후보 |
| 2003년 | SBS 연기대상                      | 남자 최우수연기상                      | 태양속으로, 천국의 계단 | 후보 |
| 2003년 | 제20회 코리아베스트드레서상       | 탤런트부문                             |                         | 수상 |
| 2004년 | 제40회 백상예술대상               | 영화부문 인기상                        | 말죽거리 잔혹사         | 수상 |
| 2004년 | 제40회 백상예술대상               | 영화부문 남자 최우수연기상             | 말죽거리 잔혹사         | 후보 |
| 2004년 | 제41회 대종상                     | 남자 인기상                            | 말죽거리 잔혹사         | 수상 |
| 2004년 | 제25회 청룡영화상                 | 인기스타상                             | 말죽거리 잔혹사         | 수상 |
| 2004년 | 제2회 앙드레김 베스트 스타 어워드 | 연기자부문 베스트드레서상              |                         | 수상 |
| 2005년 | 한국영화인협회                    | 올해의 영화인상 한류스타상             |                         | 수상 |
| 2005년 | 제42회 저축의 날                  | 대통령 표창                            |                         | 수상 |
| 2005년 | MBC 연기대상                      | 남자 최우수연기상                      | 슬픈 연가               | 후보 |
| 2007년 | 제3회 앙드레김 베스트 스타 어워드 | 남자부문 스타상                        |                         | 수상 |
| 2007년 | 제1회 엠넷 20's Choice            | 핫 바디상                              |                         | 수상 |
| 2007년 | 한일문화상                        | 민간외교부문                           |                         | 수상 |
| 2007년 | KBS 연기대상                      | 남자 최우수연기상                      | 못된 사랑               | 후보 |
| 2008년 | 제44회 백상예술대상               | 영화부문 남자 인기상                   | 숙명                    | 수상 |
| 2009년 | 스타일아이콘어워즈                | 남자탤런트부문                         |                         | 수상 |
| 2010년 | SBS 연기대상                      | 드라마스페셜부문 남자 최우수연기상     | 대물                    | 수상 |
| 2010년 | SBS 연기대상                      | 10대스타상                             | 대물                    | 수상 |
| 2011년 | 제6회 아시아모델시상식            | 아시아스타상                           |                         | 수상 |
| 2011년 | 제47회 백상예술대상               | TV부문 남자 최우수연기상               | 대물                    | 후보 |
| 2013년 | MBC 연기대상                      | 미니시리즈부문 남자 최우수연기상       | 메디컬 탑팀             | 후보 |
| 2013년 | SBS 연기대상                      | 중편드라마부문 남자 최우수연기상       | 야왕                    | 후보 |
| 2014년 | SBS 연기대상                      | 중편드라마부문 남자 최우수연기상       | 유혹                    | 후보 |
| 2017년 | KBS 연기대상                      | 남자 최우수연기상                      | 추리의 여왕             | 후보 |
| 2017년 | KBS 연기대상                      | 미니시리즈부문 남자 우수연기상         | 추리의 여왕             | 후보 |
| 2017년 | KBS 연기대상                      | 베스트 커플상 (with 최강희)            | 추리의 여왕             | 후보 |
| 2017년 | KBS 연기대상                      | 네티즌상                               | 추리의 여왕             | 후보 |
| 2018년 | KBS 연기대상                      | 미니시리즈부문 남자 우수연기상         | 추리의 여왕 2           | 후보 |
| 2018년 | KBS 연기대상                      | 베스트 커플상 (with 최강희)            | 추리의 여왕 2           | 후보 |
| 2018년 | KBS 연기대상                      | 네티즌상                               | 추리의 여왕 2           | 후보 |
| 2020년 | SBS 연기대상                      | 중·장편 드라마 부문 남자 최우수 연기상 | 날아라 개천용           | 후보 |

## 사건 및 사고

### 음주운전 의심 차량사고 후 도주 사건
2010년 6월 12일 오전 2시 55분쯤 권상우는 서울 강남구 청담동의 한 골목길에서 본인의 캐딜락 승용차를 몰다 길가에 주차돼 있던 제네시스 승용차의 앞범퍼를 들이받았다. 이어 권상우는 본인의 차를 후진하다 뒤따라 오던 경찰 순찰차와 부딪치고서 바로 300여m를 달아나다 인근에 위치한 주차장 안의 나무를 들이받은 후 차에서 내려 종적을 감췄다. 사고 발생 이틀 후인 6월 14일 오후 2시 30분쯤 관할 경찰서인 강남경찰서에 출석해 조사를 받았다. 경찰 조사에서 권상우는 "경찰차가 뒤에서 따라오는데다 갑자기 사고가 나자 겁이 났다"며 선처를 호소하였다. 또 이 사건은 사건 발생 12일 후인 6월 24일 처음 언론에 기사화되었다.
6월 26일 강남경찰서는 이 사건에 대하여 사고 후 미조치로 결론지어 검찰에 송치하였다. 이에 7월 13일 서울중앙지검 형사5부 박균택 부장검사는 권상우를 벌금 500만원에 약식 기소하였다고 언론에 밝혔다. 7월 19일 언론은 이 사건을 수사하였던 경찰관 2명이 사고 당시 바로 권상우의 음주여부를 측정하였어야 하는데 하지 않아서 근무태만으로 징계를 받는다고 보도하였다. 사건 발생 38일 후인 7월 21일 권상우는 자신의 팬카페에 친필 사과문을 올렸다. 7월 29일 서울중앙지법 형사 18단독 김세종 판사는 벌금 500만원에 약식기소된 권상우에게 200만원이 많은 700만원을 납부하라는 약식명령을 내리는 것으로 종결되었다.

## 방송 외 활동
2013년 11월, 어머니께 간을 이식해드린 수험생 청담고등학교 3학년 신통수 군에게 장학금을 전달한 것으로 알려졌다.